# Fonts monumentals de Lleida
Entre el patrimoni artístic de la capital del Segrià hi ha un nombre de fonts monumentals de diferents estils que decoren carrers i places.

## Font del Roser
- Emplaçament: Carrer Cavallers

- Any de construcció: 1778 i 1779

- Estructura: És de pedra tallada. Adossada a la paret de l'edifici de l'antic convent del Roser, al carrer Cavallers 19, encastada en el que antigament era una porta barroca que donava accés a la capella dels dominics. Presenta els elements decoratius propis de l'època barroca classicista. Quan es realitzaren les primeres conduccions urbanes amb les aigües del segon ramal s'abastí d'aigua potable la Font del Roser.

- Altres denominacions: Font del carrer Cavallers.

## Font de Sant Llorenç o de les Piques
- Emplaçament: Cruïlla del carrer la Palma amb la plaça de Sant Llorenç.

- Any de construcció: 1730-1735

- Estructura: Estil barroc-classicista. És de pedra treballada i escairada, i es troba adossada a una paret de totxana.

- Més informació: L'aigua que rajava provenia de les séquies el canal de Pinyana. Abans es trobava adossada a les muralles, al carrer Carles.

- Altres denominacions: Font de les Piques.

- Més informació: Quan van construir aquesta font primerament la van instal·lar a l'entrada del portal de Boters. Donava aigua a la zona alta de Lleida
- El detall del brollador de la font ens recorda a la figura d'un sol o d'un lleó, figures molt recurrents a l'època.

## Font de l'Hospital
- Emplaçament: Plaça de l'Institut d'Estudis Ilerdencs (IEI).

- Any de construcció: 1802

- Estructura: Estil barroc-classicitzant. Té un caràcter monumentalista i neoclassicista.
- Altres denominacions: Font de l'IEI.

- Més informació: En un principi era a l'Antic Hospital de Santa Maria. Al centre d'aquesta font hi ha una placa que indica l'any de construcció en llatí. Com que la mina del dipòsit del Pla de l'Aigua no quedava massa lluny, van allargar-la fins a fer arribar l'aigua a l'hospital de Santa Maria.

## Font de les Petxines

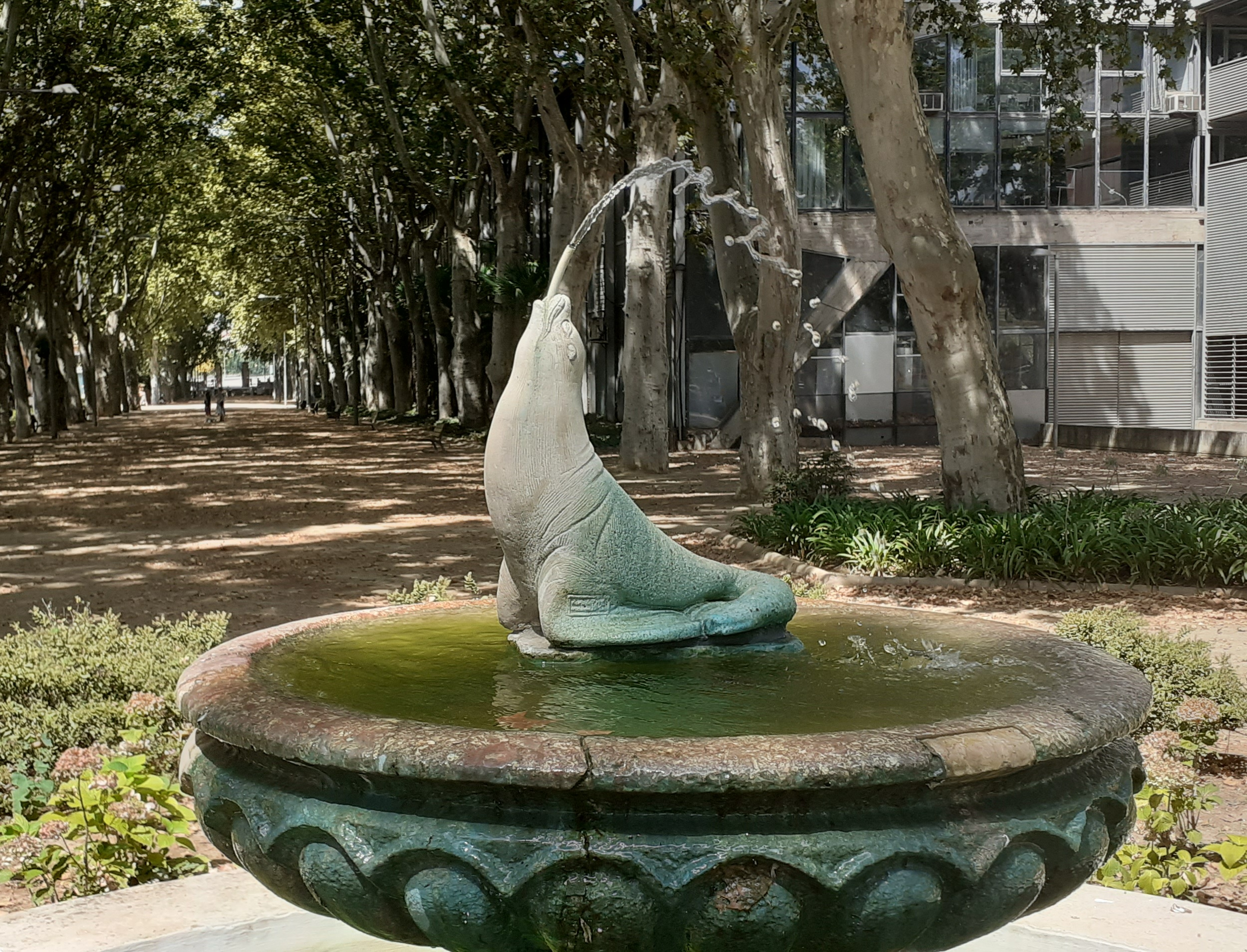
Fonts de les Petxines als Camps Elisis

- Fonts de les Petxines als Camps ElisisEmplaçament: Parc dels Camps Elisis.

- Any de construcció: 1780 - 1800.

- Estructura: És de pedra tallada i com a element decoratiu té una pica gallonada.

- Més informació: Aquesta font es va construir amb motiu de l'embelliment de la rambla Ferran. No va ser fins al 1864 que va ser traslladada als Camps Elisis.

- Altres denominacions: Font de la Foca.
- Presenta pocs elements decoratius, sols una pica gallonada, típica de l'època, evoca les fonts renaixentistes tardanes.
- Es troba en el centre d'una pica circular en forma de bassa, amb acabats de motllures semicirculars simples. En el centre descobrim una columna de gran senzillesa decorativa que sustenta l'únic element de la font, una petxina d'una sola peça i de poca fondària. En la part superior hi ha una escultura de tipus animalista, una foca, que és de nova construcció (i per això se l'anomena Font de la Foca), substitueix l'element originari, segons sembla era una figura clàssica. De la documentació històrica conservada, se'n sap que tenia vuit brolladors i una figura mitològica.
- El governador de l'època Carles Farré d'Aunoy, el 1830 va obrir una via des del pont al baluard del Carme, traçà un passeig de pedra i jardins, i instal·là la font a la plaça d'Adriani. L'any 1864 l'alcalde Fuster la va traslladar al Camps Elisis.
- De l'originària, només se'n conserva la pica gallonada, ja que a la Guerra Civil espanyola, els Camps Elisis foren arrasats.

## Font del Governador
- Emplaçament: A la baixada de la Trinitat.

- Any de construcció: Va ser construïda l'any 1789.

- Estructura: Estar formada per una sola pica, ja que té molt poca profunditat, l'estructura és de pedra tallada. En el centre hi ha dibuixat un dels típics peixets.

- Més informació: El Governador Lluís de Blondel va manar construir-la al turó de Gardeny, però el 1974 es va traslladar on és actualment.

- Altres denominacions: Font de l'Aiguardent, Font de Cardona i Font de la Trinitat.
- Font d'estil neoclassicista, amb alguna connotació de barroc tardà.
- Té una sola cara, el cos de la font és una mica còncau. Està flanquejat per dues pilastres que descansen sobre un basament. La seua decoració és sòbria. A la part de dalt hi ha una motllura que separa el capitell frontal per un tronc cúbic, coronada als seus extrems per dues boles. A la part central hi ha un frontal peraltat, en el centre del qual hi ha l'escut de Lleida.
- A la paret central hi destaquen dos motius, una pedra tallada rectangular irregular amb una inscripció, referent al governador Blondel, que va ser qui va manar de construir la font. A la part inferior trobem el brollador que es tracta d'un cap d'animal marí, que recorda una balena. Tot i la monumentalitat de la font, té una sola pica i poca profunditat.
- El marquès de Blondel va fer construir la Font, aprofitant un petit brollador al vessant de Gardeny, va ser finançada íntegrament amb els seus diners. L'any 1789, el governador Blondel la va fer traslladar davant la Creu de Gardeny. L'any 1861, es millora el lloc i es connecta la font a la conducció general d'aigües de la ciutat. Posteriorment, fou traslladada l'any 1975 a la baixada de la Trinitat, on es troba actualment.

## Font de la Costa del Jan
- Emplaçament: Quan va ser inaugurada la font es trobava a la plaça Sant Francesc; en l'actualitat, però està situada a la Costa del Jan.

- Any de construcció: Va ser construïda l'any 1974, però va ser restaurada el 1989.

- Estructura: La imatge que està situada a la paret representa el cap d'un monstre marí, en el centre de la font trobem l'escut de Lleida amb el triple lliri.

- Més informació: Quan la font s'emplaçava a la Plaça Sant Francesc rebia l'aigua de la mina del dipòsit del Pla de l'Aigua. L'any 1884, la Paeria va decidir desmuntar-la i traslladar-ne una part a la Costa del Jan. La resta de la font es va aprofitar per crear-ne una altra davant de l'estació de trens. En la font es van trencar alguns elements a causa de la caiguda d'un mur situat al seu darrere, els trossos trencats es van traslladar a un magatzem municipal.

## Font de l'Ensenyança
- Emplaçament: Estava situada al carrer la Palma, però va ser traslladada a la plaça Sant Antoni Maria Claret.

- Any de Construcció: Va ser construïda l'any 1809.

- Estructura: És una font d'una sola cara de formes severes i clàssiques, emmarcada per un arc esbiaixat, formant l'escut de Lleida.

- Més informació: En un principi estava situada a la façana del convent de la Companyia de Maria i Ensenyança. A causa de l'enderrocament de l'edifici on es trobava va ser canviada de lloc el 1828, i el rei Ferran XII la va col·locar on es troba ara.

## Font del Pla

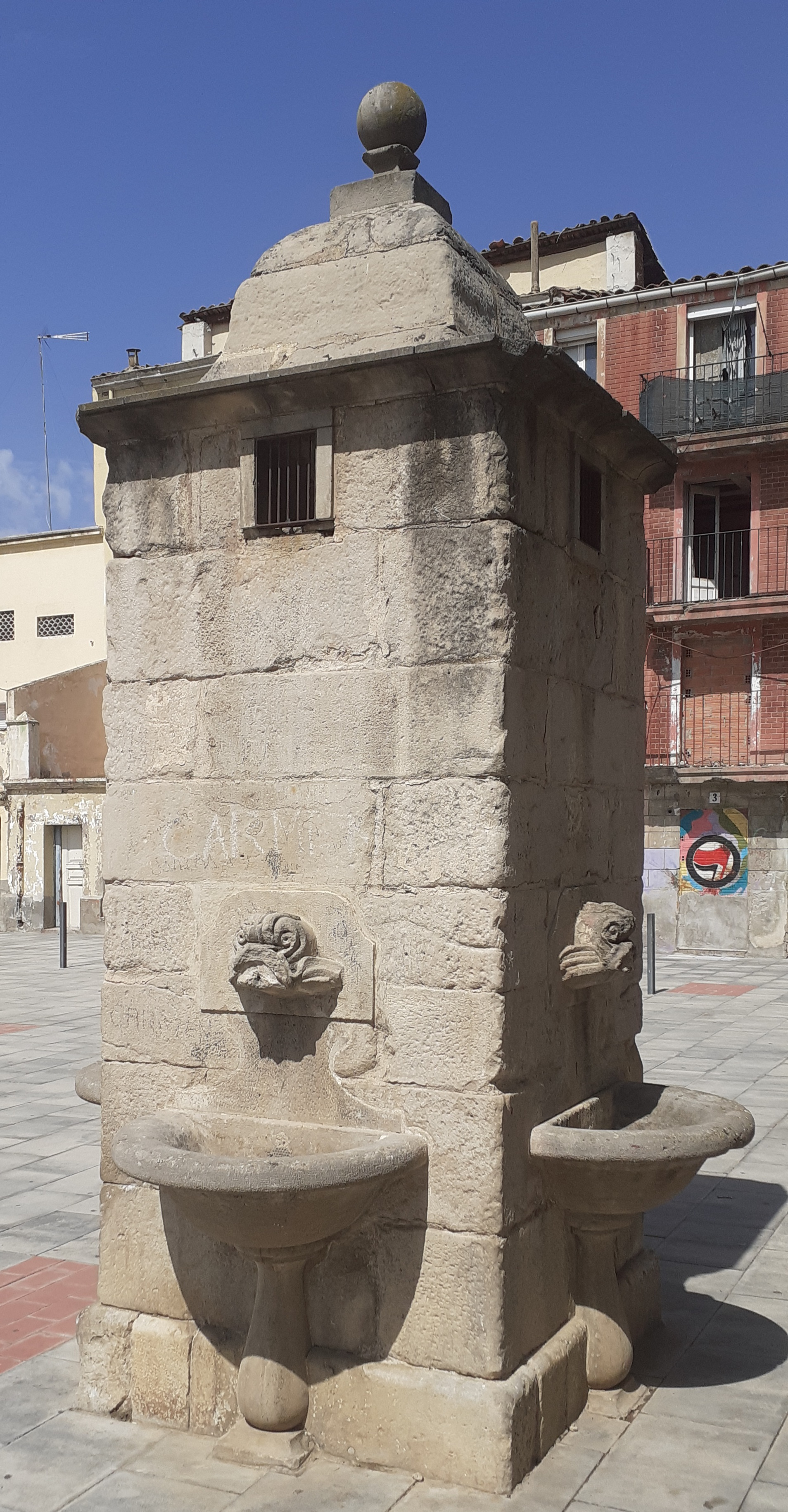
Font del Pla

- Font del PlaEmplaçament: Es troba a la plaça del Dipòsit, davant del Mercat del Pla.

- Any de construcció: 1789.

- En el seu origen no es tractà d'una font, sinó d'una mena d'airejador del dipòsit municipal d'aigua que hi ha sota la plaça.

- Estructura: Forma un bloc de base quadrada (1 base + 3 cossos), cada cara disposa d'una finestreta (l'airejador) i un brollador presentant la cara d'un cap d'animal (afegits cap a finals dels anys 1960).

- Altres denominacions: Font del Dipòsit.

## Font de l'Estació

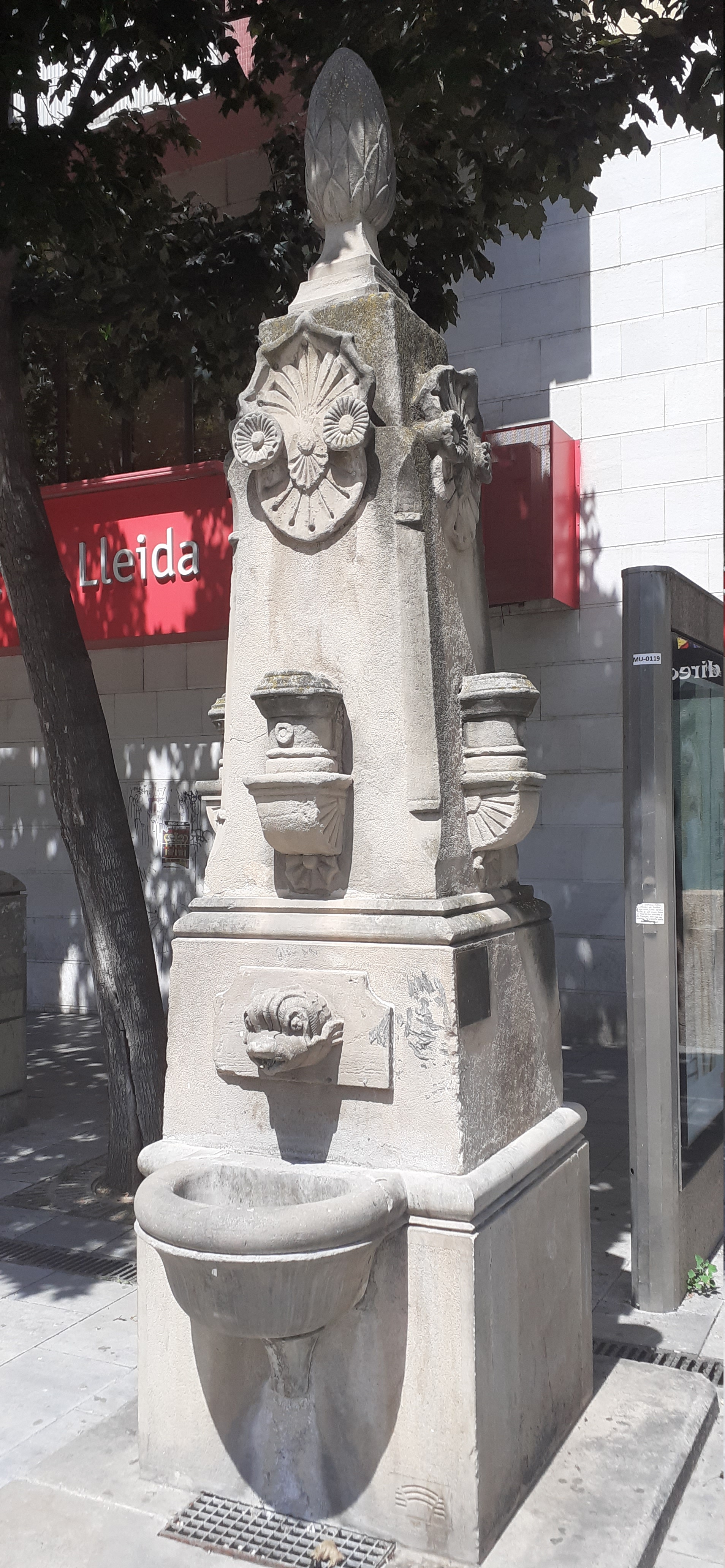
Font de l'Estació

- Font de l'EstacióEmplaçament: Està situada davant l'estació de trens, a la plaça Ramon Berenguer IV.

- Any de construcció: 1780.

- Estructura: La font està construïda a partir de pedra tallada, està formada per una base i tres cossos, aquesta estructura rep el nom de «planta quadrada» cada cara està formada per tres elements ornamentals.

## Font de la Catedral
- Emplaçament: Aquesta font estava situada en el Dipòsit del Pla de l'Aigua fins a l'any 1940 que va ser instaurada dins de la Catedral Nova.

- Any de construcció: va ser traslladada l'any 1940.

## Font de les Sirenes (desapareguda)
- Emplaçament: Estava situada a la plaça de Sant Joan, al cap d'uns anys, la van traslladar i més tard, l'any 1877 la van eliminar, ja que no acabava d'agradar a la població.

- Any de construcció: Va ser construïda l'any 1800.

- Estructura: Tenia una alçada de 7 metres i estava adornada per sirenes i dofins que treien sortidors d'aigua.

- Més informació: Aquestes figures no van ser del gust de tothom, i anys després van haver de ser canviades.